# Point stationnaire
Ne doit pas être confondu avec Point critique (mathématiques).
Ne doit pas être confondu avec un point fixe, tel que x =f(x)

Les points stationnaires de la fonction sont marquées par des ronds rouges. Dans ce cas, ce sont des extrema locaux. Les carrés bleus désignent les points d'inflexion.

En analyse réelle, un point stationnaire ou point critique d'une fonction dérivable d'une variable réelle est un point de son graphe où sa dérivée s'annule,,. Visuellement, cela se traduit par un point où la fonction arrête de croître ou de décroître.
Pour une fonction de plusieurs variables réelles, un point stationnaire (critique) est un point où le gradient s'annule.
Les points stationnaires sont simples à visualiser sur une représentation graphique : dans le cas d'une variable, ce sont les points où les droites tangentes sont horizontales (parallèles à l'axe des abscisses x). Pour une fonction de deux variables, de façon similaire, ces points sont ceux où le plan tangent est parallèle au plan xy.

## Points stationnaires, critiques et tournants
Le terme point stationnaire d'une fonction peut être confondu avec le point critique pour une projection donnée du graphe de la fonction.
Le concept de "point critique" est plus large : un point stationnaire d'une fonction correspond à un point critique de son graphe pour la projection parallèle à l'axe x. D'un autre côté, les points critiques d'un graphe pour la projection parallèle de l'axe y sont les points où la dérivée n'est pas définie (plus précisément, quand elle tend vers l'infini). Certains auteurs confondent donc les deux notions.
Un point tournant est un point où la dérivée change de signe. Un point tournant peut être un maximum ou un minimum local. SI la fonction est dérivable en ce point, alors un point tournant est un point stationnaire ; la réciproque est fausse : si la fonction est dérivable deux fois, les points stationnaires mais non tournants sont des points d'inflexion horizontaux.
Un exemple simple est donné par {\displaystyle x\mapsto x^{3}} : le point x=0 est un point stationnaire et un point d'inflexion, mais n'est pas un point tournant.

## Classification

Sur ce graphe, les extrema locaux et globaux sont pointés.

Les points stationnaires isolés d'une fonction réelle de classe C1 à valeurs réelles {\displaystyle f\colon \mathbb {R} \to \mathbb {R} } sont classés en quatre types, selon le nombre dérivé en ce point :
- un minimum local (point tournant minimal ou minimum relatif) est un point où la dérivée de la fonction change de signe, passant de négatif à positif ;
- un maximum local (point tournant maximal ou maximum relatif) est un point où la dérivée de la fonction change de signe, passant cette fois de positif à négatif ;

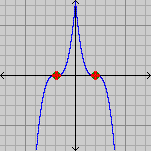
Points selle : points stationnaires qui ne sont pas des extrema locaux : ce sont des points d'inflexion.

- un point d'inflexion montant est un point où la dérivée reste positive autour de ce point ;
- un point d'inflexion descendant est un point où la dérivée reste négative autour de ce point.

Les deux premiers cas sont désignés comme des extrema locaux. Les deux derniers sont appelés points selle.
Par le théorème de Fermat sur les points stationnaires, les extrema globaux se trouvent, pour une fonction de classe C1, aux bords du domaine de définition ou aux points stationnaires.

## Étude de fonction

L'étude des points particuliers de la fonction cubique (en noir) peut se faire par l'étude de ses fonctions dérivée (en rouge) et dérivée seconde (en bleu).

Déterminer la position et la nature des points stationnaires est une étape majeure de l'étude des fonctions dérivables. Résoudre f '(x)=0 donne l'abscisse x de tous les points stationnaires ; leurs ordonnées y s'en déduisent facilement.
La nature d'un point stationnaire x peut parfois nécessiter le calcul de la dérivée seconde en ce point, f ''(x) :
- si f ''(x) < 0, le point stationnaire en x est un maximum local,
- si f ''(x) > 0, le point stationnaire en x est un minimum local,
- si f ''(x) = 0, il faut chercher un autre moyen, comme remarque un changement de signe de la fonction ou de sa dérivée en ce point.

Un moyen plus direct de déterminer la nature du point stationnaire consiste à regarder les valeurs prises par la fonction entre deux points stationnaires successifs (sous réserve que la fonction soit définie et continue sur cet intervalle).
Un exemple simple de point d'inflexion est donné avec la fonction f(x) = x3. La fonction passe de concave à convexe en x=0. La dérivée seconde de f est la fonction 6x, et en x=0, f  '' s'annule et change de signe, prouvant que x=0 est un point d'inflexion.
Pour les fonctions réelles {\displaystyle f\colon \mathbb {R} ^{n}\to \mathbb {R} }, les points stationnaires sont ceux où chaque dérivée partielle s'annule, et où donc le gradient est nul.

### Exemples
- Pour la fonction f(x)=x4, on a f '(0)=f ''(0)=0. Malgré cela, x=0 n'est pas un point d'inflexion, car la dérivée change de signe en ce point.
- Pour la fonction f(x)=sin(x), on a f '(0) ≠ 0 et f ''(0)=0. C'est donc un point d'inflexion, mais non stationnaire. En effet, la fonction passe de convexe à concave en ce point et sa dérivée n'y change pas de signe, restant positive autour de ce point.
- Pour la fonction f(x)=x3, on a f '(0)=f ''(0)=0. C'est à la fois un point stationnaire et un point d'inflexion. En effet, la fonction passe de concave à convexe en ce point et sa dérivée n'y change pas de signe, restant positive autour de ce point.